# Willi Landgraf
Wilfried « Willi » Landgraf, né le 29 août 1968 à Mülheim an der Ruhr, est un joueur de football allemand. Avec 508 matchs, il est le joueur ayant participé au plus grand nombre de matchs du Championnat d'Allemagne de football D2. En 508 matchs, il a marqué 14 buts et a obtenu 9 cartons rouges, un autre record du championnat qu'il partage avec Rüdiger Rehm.

## La carrière et les succès du joueur
Après avoir joué dans sa ville natale pour le club SV Rot-Weiß Mülheim, il signa un contrat avec l'équipe de Rot-Weiss Essen à partir de 1986, située proche de sa ville natale. Avec celle-ci, il joua pendant cinq ans au sein du Championnat d'Allemagne de football D2. Après que l'équipe est descendue dans une de troisièmes ligues allemandes, Willi Landgraf joua pendant trois ans pour l'équipe du FC 08 Homburg dans le Championnat d'Allemagne de football D2 avant de retourner chez l'équipe de Rot-Weiss Essen qui joua seulement dans une des troisièmes ligues allemandes. Mais lorsque celle-ci continua à jouer mauvais et descendit même dans une des quatrièmes ligues allemandes, Willi Landgraf quitta l'équipe de nouveau et signa un contrat avec le FC Gütersloh qui avait monté d'une des quatrièmes ligues jusqu'à la deuxième ligue allemande en deux ans auparavant. Willi Landgraf réussit, malgré l'enlèvement de trois points à la suite d'infractions contre des conditions de licenciement, de rester dans le championnat avec l'équipe et manqua une année plus tard de très peu une surprise inattendue, en ayant presque réussi de monter jusqu'au premier championnat. À la suite de cette saison réussie, beaucoup de joueurs signaient pour des meilleurs contrats et quittaient l'équipe, mais Landgraf lui restait fidèle, car il n'avait pas d'autres offres. Il ne pouvait par contre pas empêché l'effondrement de l'équipe qui redescendit dans une des troisièmes ligues allemandes en 1999. Willi Landgraf signa alors un nouveau contrat avec l'Alemannia Aix-la-Chapelle qui avait réussi de gagner le championnat d'une des troisièmes ligues allemandes, où il devenait un des joueurs les plus importants pour la stabilisation dans le Championnat d'Allemagne de football D2. Il y resta pendant sept ans et l'équipe contribua dans sa dernière saison professionnelle à la montée en division supérieure, dans laquelle l'équipe ne restait que pendant une année. Ses plus grands succès avec l'équipe était par contre la participation dans la finale de la Coupe d'Allemagne de football durant la saison 2003/04 que l'équipe perdit avec un 2 à 3 contre le Werder Brême. Vu que cette équipe était déjà qualifiée pour la Ligue des champions de l'UEFA, l'Alemannia Aix-la-Chapelle obtint une place pour la Coupe d'Allemagne de football de la saison 2004/05. L'équipe gagna son premier match de qualification et se qualifia plus tard même pour les finaux entre les 32 meilleures équipes. Après un 0:0, l'équipe perdit dramatiquement son match de 1:2 contre l'AZ Alkmaar.
Dans toute sa carrière, Willi Landgraf n'a jamais participé à une seule partie de la Bundesliga, la ligue de football la plus élevée en Allemagne. Après son quatre-cent-quatre-vingtième match, Landgraf expliqua à un journaliste qu'il n'avait jamais joué au Championnat d'Allemagne de football, car il n'avait pas eu un tel offre ou contrat durant sa carrière.
Après la fin de sa carrière professionnelle en 2006, Landgraf signa encore une fois un contrat avec une autre équipe, les amateurs du FC Schalke 04. Il voulait aider et soutenir le développement de l'équipe et faire en même temps ses études et examens pour devenir un entraineur professionnel. Il participait quand-même encore à 78 matchs de l'équipe en trois ans et assistait même aux entrainements de l'équipe professionnelle durant une courte période en 2007, sans avoir eu l'occasion de participer à un autre match professionnel. À partir de l'été 2009, Willi Landgraf avait véritablement fini sa carrière active et devint le nouvel entraineur pour l'équipe des joueurs d'en bas de 13 du FC Schalke 04. Ce contrat est valide pour trois ans.

## Réputation du joueur
À cause de sa petite taille de 1,66 mètre, le défenseur fut surnommé « Willi, das Kampfschwein » (littéralement : « Willi, le cochon de combat »). Un autre surnom était « Mister 2. Liga ». À cause de son style robuste et rude, son caractère, ses racines et son dialecte, les médias et les fans le distinguaient souvent comme un joueur typique pour la région de la Ruhr. Avec les années, un certain culte s'est développé autour de Willi Landgraf qui n'était pas seulement adoré par les partisans de ses équipes, mais même par les fans d'autres équipes qui fabriquaient des affiches ou chantaient des slogans en son honneur lorsqu'il faisait le record pour le joueur ayant participé au plus grand nombre de matchs de la deuxième ligue allemande, le Championnat d'Allemagne de football D2.
Le seul joueur de la deuxième ligue qui a eu une popularité semblable durant les dernières années était Ansgar Brinkmann.

## Informations supplémentaires
Willi Landgraf est marié et a une fille. Il admire beaucoup Michael Schumacher.